# Unchained Girl
Singles de Anna Tsuchiya
Shout in the Rain
(2010) Switch On!
(2011)
Unchained Girl est le 13e single de Anna Tsuchiya sorti sous le label MAD PRAY RECORDS le 28 septembre 2011 au Japon. Il arrive 62e à l'Oricon et reste classé deux semaines.
Stayin Alive est une reprise de a chanson homonyme du groupe Bee Gees sortie en single en 1977. JUICY GIRL a été utilisé comme thème musical pour la publicité Zespri, tandis que Master Blaster a été utilisé comme thème musical pour le jeu vidéo Continent of the Ninth.

## Liste des titres
| 1. | Stayin Alive               |  |
| 2. | JUICY GIRL feat. The SAMOS |  |
| 3. | Master Blaster             |  |

| 1. | Stayin Alive (clip vidéo)               |  |
| 2. | JUICY GIRL feat. The SAMOS (clip vidéo) |  |
| 3. | Master Blaster (clip vidéo)             |  |